# آني مونتيغو ألكسندر
آني مونتيغو ألكسندر (بالإنجليزية: Annie Montague Alexander)‏ هي إحاثية أمريكية وُلدت في 29 ديسمبر عام 1867 في هونولولو، وتوفيت في 10 ديسمبر عام 1950. أسست متحف المتحجرات في جامعة كاليفورنيا ومتحف علم الحيوانات الفقارية وقامت بسلسلة من الرحلات الأحفورية إلى غرب الولايات المتحدة في مطلع القرن العشرين. شاركت في العديد من هذه الحملات، وجمعت مجموعة كبيرة من الأحفوريات.

## حياتها
وُلدت آني في 29 ديسمبر 1867 في هونولولو خلال مملكة هاواي. كانت حفيدة المبشرين في نيو إنجلاند في جزيرة ماوي، وهي جزء من مملكة هاواي. كان والدها صموئيل توماس ألكساندر وعمها هنري بيرين بالدوين من مؤسسي شركة ألكساندر آند بالدوين للسكر. كانت والدتها مارثا كوك ابنة رجل الأعمال آموس ستار كوكي، مؤسس شركة كاسل آند كوك. كانت هاتان الشركتان من الشركات الخمس الكبرى التي بدأها أصحاب مزارع قصب السكر، ثم سيطرت على اقتصاد إقليم هاواي. من بين أبناء عمها هنري ألكساندر بالدوين (1871-1946) وكلارنس هايد كوك (1876-1944) الذين عملوا في شركات العائلة، وتشارلز مونتيغو كوك، جونيور (1874-1948) الذي درس القواقع (علم الرخويات)، والمهندس المعماري تشارلز ويليام ديكي (1871-1942). التحقت بمدرسة بوناهو لمدة عام واحد، ولكن في عام 1882 انتقلت عائلتها إلى أوكلاند بولاية كاليفورنيا للحصول على عناية طبية لجدها، والتحقت بمدرسة أوكلاند الثانوية.
في عام 1886 دخلت مدرسة لاسيل للشابات في أوبورنديل، ماساتشوستس. في عام 1888 سافرت مع عائلتها إلى باريس ودرست الرسم. عادت إلى أوكلاند وتدربت لفترة وجيزة كممرضة. ترك والدها الأعمال للآخرين وأخذ آني في رحلة دراجة عبر أوروبا في عام 1893، وأبحر عبر المحيط الهادئ في عام 1896. في عام 1899 ذهبت للتخييم في ولاية أوريغون ثم ذهبت مع والدها إلى برمودا. أصبحت آني مفتونة لأول مرة بالحفريات في عام 1900 أثناء حضور محاضرة للأستاذ جون ميريام في جامعة كاليفورنيا في بيركلي. عرضت أن تضمن التكلفة الكاملة لرحلاته القادمة. شاركت في بعثة ميريام 1901 إلى بحيرة فوسيل في ولاية أوريغون، وفي بعثتي عام 1902 وعام 1903 إلى جبل شاستا في شمال كاليفورنيا.
في عام 1904، غادرت آني في رحلة مع والدها وتوماس غوليك ابن بيتر جونسون غوليك والشقيق الاصغر لجون توماس غوليك الذي كان يعمل على نظرية التطور. كانت آني تجمع الأحافير وتلتقط الصور. مرض غوليك وتوفي في 15 أغسطس 1904، في كيجابي، كينيا. في 8 سبتمبر وصلوا إلى شلالات فيكتوريا. في اليوم التالي عبروا نهر زامبيزي وصعدوا الوادي من أجل رؤية أفضل. بينما كانت تستعد لالتقاط صورة، أصيب صموئيل بصخرة سقطت من العمال فوق ذلك سحق قدمه. تم بتر القدم ودُفن والدها في مقبرة الدريفت القديمة بعد وفاته بيوم في 10 سبتمبر 1904.

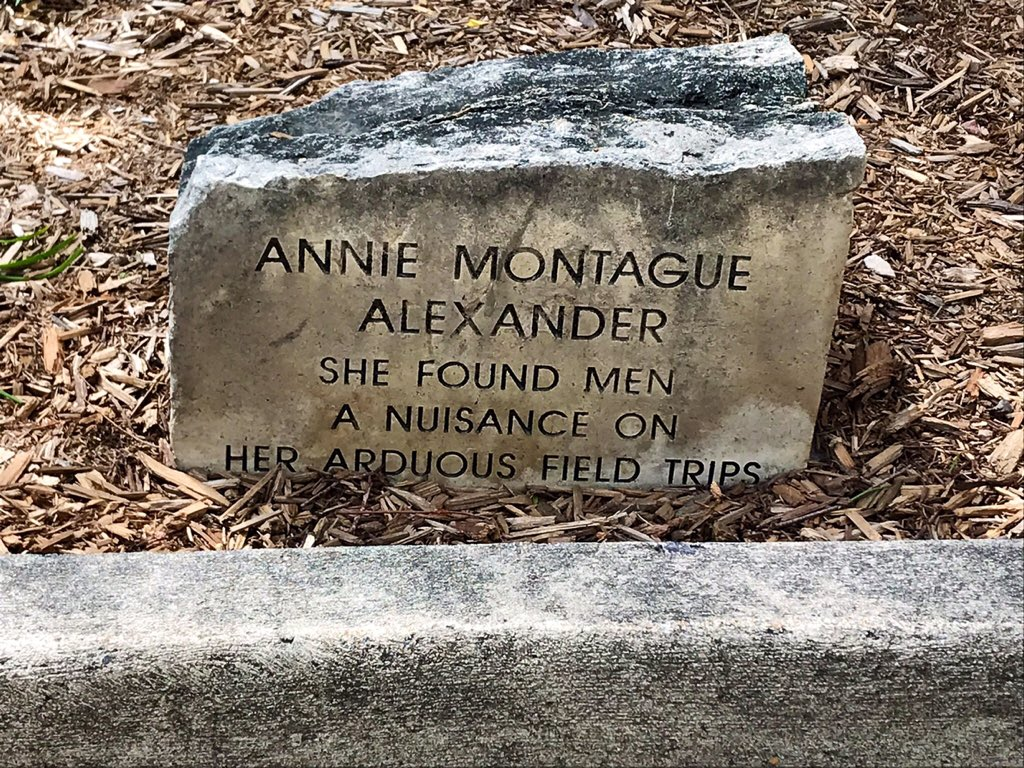
حجر تذكاري لآني ألكسندر في حرم جامعة كولورادو.

في عام 1905 قامت بتمويل وشاركت في رحلة استكشافية في نيفادا. اكتشفت البعثة العديد من أروع عينات الإكثيوصور. من أبريل إلى أغسطس 1907 قامت آني بتمويل وقيادة رحلة إلى ألاسكا؛ شملت البعثة إلى جنوب شرق ألاسكا ألكساندر وجوزيف ديكسون وتشيس ليتل جون وفرانك ستيفنز وكيت ستيفنز.:1 من عام 1908 تعاونت بشكل مستمر في هذا المجال مع رفيقها لويز كيلوج.
اقترحت متحفًا للتاريخ الطبيعي بجامعة كاليفورنيا. في عام 1908 ساعدت في تمويل متحف حيوان الفقاريات الذي تم إنشاؤه حديثًا بعد أن قصرت الولاية في مخصصاته. بناءً على طلبها، شغل جوزيف غرينيل أول مخرج له حتى وفاته عام 1939.:118 ساعدت أيضًا في تمويل جزء كبير من أعمال ويليام ديلر ماثيو وحاكمه جورج جايلورد سيمبسون.
واصلت ألكساندر تمويل البعثات والحملات الميدانية طوال حياتها، احتفالًا بعيد ميلادها الثمانين أثناء تواجدها في جبال سييرا دي لا لاجونا. توفيت متأثرةً بسكتة دماغية في 10 سبتمبر 1950، ودُفن رمادها في مقبرة كنيسة اتحاد ماكاو، مطلاً على منزل طفولتها في ماوي.:124
هناك ما لا يقل عن سبعة عشر نوعًا من النباتات والحيوانات تُكرَّم ألكساندر بأسمائها العلمية (مثل Hydrotherosaurus alexandrae)، والعديد من الأنواع الأخرى تحمل اسم كيلوغ. سُمّيت بحيرة ألكساندر في ألاسكا على اسمها تكريما لها.:174

## روابط خارجية
- "The Annie Montague Alexander Papers". University of California Museum of Paleontology web site. أغسطس 1998. مؤرشف من الأصل في 2020-03-27.
- Gay Bears: Annie Alexander and Louise Kellogg
- "Annie Montague Alexander: Benefactress of UCMP". University of California Museum of Paleontology, University of California, Berkeley. مؤرشف من الأصل في 2018-04-28. اطلع عليه بتاريخ 2010-05-10.
- Annie Montague Alexander. Museum of Vertebrate Zoology,
- "Finding Aid to the Annie Montague Alexander Papers, 1904-1949". مؤرشف من الأصل في 2016-03-04. اطلع عليه بتاريخ 2012-10-16.